# Sergueï Beliaïev
Pour les articles homonymes, voir Beliaïev.
Sergueï Vassilievitch Beliaïev (en russe : Сергей Васильевич Беляев), né le 20 septembre 1856 (2 octobre dans le calendrier grégorien) à Moscou, est un major général de l’Armée impériale russe, commandant de la brigade de la 83e division d’infanterie.

## Biographie
Sergueï Beliaïev a des origines de la noblesse du Gouvernement de Moscou. À Moscou il habitait la maison de Frolov près de l'église de Saint-Nicolas aux colonnes et ensuite dans l'ancien domaine de Golovine à Potapovsky pereoulok, acheté par la famille. Sergueï Beliaïev a été diplômé de l'Institut Lazarev des langues orientales à Moscou et s'est ensuite inscrit à l'École d'artillerie Constantin à Saint-Pétersbourg, où il a passé un examen d'officier.

## Service
Il a commencé sa carrière militaire en 1879. À partir de 1882, il servit en tant que praporshchik et podporuchik au Régiment de la Garde Moskovski. En 1886 il est devenu poruchik et en 1893 il a été promu pour le grade stabs-kapitan pour la distinction dans le service, il a continué à commander la 11e compagnie au Régiment de la Garde Moskovski. En 1897 était sa prochaine promotion au grade de capitaine. En 1901 Sergueï Beliaïev a été récompensé de  l'Ordre de Saint-Stanislas de la 2e classe, en 1904 – de l’Ordre de Sainte-Anne de la 2e classe. En 1903, il devient colonel. En 1909, il a reçu l'Ordre de Saint-Vladimir de la 4e classe. Major général du 24.05.1915 promu du 09.11.1914.

## Première Guerre mondiale
Sergueï Beliaïev a combattu dans la Première Guerre mondiale, étant le commandant du 71e régiment Belevsky dans le grade de colonel. Il a été blessé sur la ligne de front et du 18 au 30 août 1914 il était à l'hôpital militaire de Kiev,. Avec le podpolkovnik Ivan D. Datsenko, il commanda le 71e régiment d'infanterie Belevsky lors de l'attaque victorieuse des Autrichiens sur la rivière Opatovka en octobre 1914, qui fit plus de 900 prisonniers.

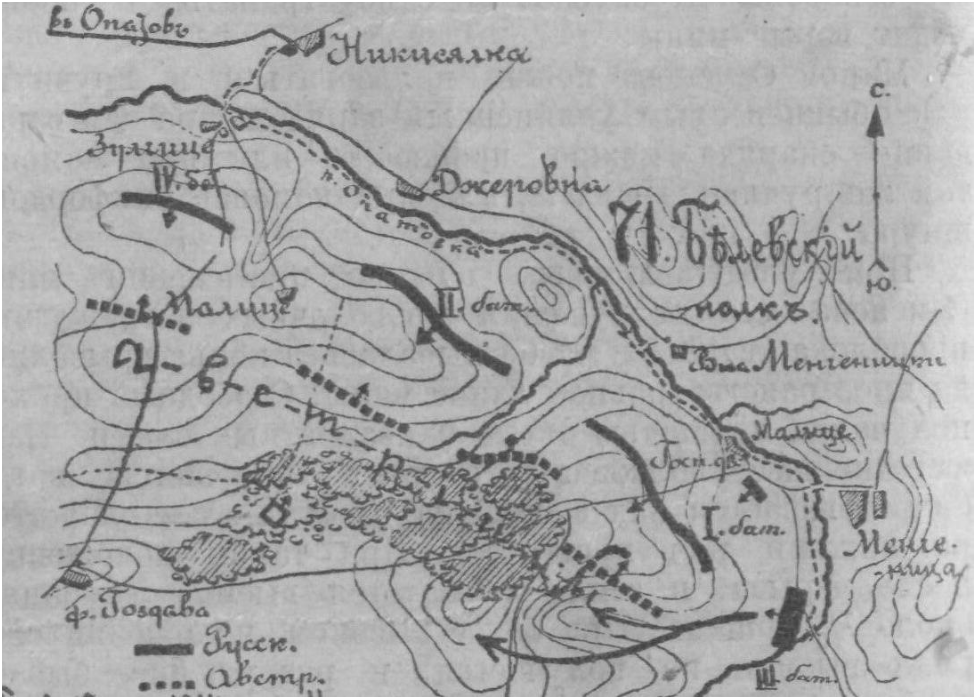
Le combat du 71e régiment d'infanterie Belevsky sur la riviere Opatovka en octobre 1914, Galicie.

En novembre 1914, il est nommé commandant de la brigade de la 83e division d'infanterie, qui combat dans l'est de la Pologne. À l'ordre suprême du 24 mai 1915 il a été promu major-général avec l’ancienneté à partir du 9 novembre 1914,.
Au front, il reçut plusieurs autres insignes militaires : en mars 1915 - des épées et un arc à l'Ordre de Saint-Vladimir du 4e classe (pour le mérite militaire) ; en avril de la même année - l'Ordre de Saint-Vladimir 3e classe avec des épées. Le dernier prix militaire, qui est connu - l'Ordre de Saint-Stanislas, 1re classe avec des épées, a été attribué par l'ordre suprême du 16 juin 1916.
Il est connu que le 10 juillet 1916, il a servi dans le même rang et position quand la 83e Division d'Infanterie a participé à l'opération offensive sanglante des troupes russes dans la région de Baranovichi. Il tenait le livre de terrain du siège de la 83e Division d’Infanterie jusqu’à 22 juillet 1917 lorsque la Division était placée dans le village Kvasovitsa. Le lieu et la date de sa mort sont inconnus.

## Adresse à Saint-Pétersbourg
Bolshoi Sampsonievsky Prospekt, 65.

## Distinctions
- Ordre de Saint-Stanislas de 2e classe (1901).
- Ordre de Sainte-Anne de 2e classe (1904).
- Ordre de Saint-Vladimir de 4e classe (1909) avec épées et ruban (1915).
- Ordre de Saint-Vladimir de 3e classe avec épées (1915).
- Ordre de Saint-Stanislas de 1re classe avec épées (16.06.1916)[16].

## Famille
Le père de Sergueï Vassilievitch - Vassili Alekseïevitch Beliaïev (1823-1881) fut professeur à l'Institut Lazarev des langues orientales,. Sa mère - Beliaïeva Olga Mikhaïlovna (1833-1912), était issue de famille des bijoutiers marchands moscovites Frolov. Sa femme – Beliaïev (Golsh) Eugenia Platonovna. Son frère Nikolaï Beliaïev (1859-1920) fut homme d'affaires et l'un des fondateurs de la Société du Chemin de fer de la Haute Volga. Sa sœur - Beliaïeva Maria Vassilievna (1869-?) fut l'épouse du Consul général de l'Empire russe à Damas.

## Sources imprimées
- Beliaïev Sergueï Vassilievitch // Liste des colonels par l’ancienneté, le 1er mars 1914 – SPb. : Maison d’édition militaire de l’Impératrice Catherine II, 1914. – p. 25.
- Volkov S.V. Les généraux de l’Empire russe : Dictionnaire encyclopédique des généraux et amiraux à partir de Pierre I jusqu’à Nicolas II : dans 2 volumes. – Moscou, Tsentrpoligraf, 2009. – V.1 : AK. – p. 523.
- Beliaïev Sergueï Vassilievitch // Dictionnaire biographique. Les rangs suprêmes de l’Empire russe (22.10.1721-2.03.1917) / E.L.Potemkin. – Moscou, 2017. – V.1 : A-Z. – p. 136.